# Sunny Lang
Sunny Lang (* 16. Februar 1923 in Basel als Günther Langenbacher; † 9. Juli 1979) war ein Schweizer Jazzmusiker (Kontrabass, Gesang, Komposition) der Swingepoche. Aufgrund seiner Gesangseinlagen wurde er auch als «der schweizerische Frank Sinatra» bezeichnet.
Lang spielte in Basel bei der Academic Swing Band, den Berrys, bei Eddie Brunners Original Teddies, Max Strittmatter und Lothar Löffler. 1944 kam er als Bassist und Sänger zum Orchester von Hazy Osterwald. Von 1947 bis 1949 spielte er noch einmal bei den Teddies, um dann über mehrere Jahrzehnte in Osterwalds Sextett zu bleiben, mit dem er international tourte und diverse Platten einspielte, darunter auch den Hit «Kriminal-Tango».
Er nahm auch mit den Blue Rhythm Boys (1943) auf und mit den Gruppen von Flavio Ambrosetti (1943), Francis Burger, Ernst Höllerhagen, Dennis Armitage (1957), Buddy Bertinat (1947), Joe Turner (1958) und Pierre Cavalli (1952). Aufgrund gesundheitlicher Probleme zog er sich in den 1960er Jahren vom aktiven Musikbetrieb zurück, betreute aber weiter Osterwalds Musikverlag.

## Diskographische Hinweise
- Hazy Osterwald Classic Collection 1951–1964 (Strictly Jazz)

## Lexigraphische Einträge
- Bruno Spoerri: Biografisches Lexikon des Schweizer Jazz CD-Beilage zu: B. Spoerri (Hrsg.): Jazz in der Schweiz. Geschichte und Geschichten. Chronos-Verlag, Zürich 2005; ISBN 3-0340-0739-6

| Personendaten    | Personendaten                           |
| ---------------- | --------------------------------------- |
| NAME             | Lang, Sunny                             |
| ALTERNATIVNAMEN  | Langenbacher, Günther (wirklicher Name) |
| KURZBESCHREIBUNG | Schweizer Jazzmusiker                   |
| GEBURTSDATUM     | 16. Februar 1923                        |
| GEBURTSORT       | Basel                                   |
| STERBEDATUM      | 9. Juli 1979                            |